# Stephanie Skilton
Stephanie Skilton (Auckland, 27 ottobre 1994) è una calciatrice neozelandese, difensore del Papakura City e della nazionale neozelandese.

## Palmarès

### Nazionale
- Coppa delle nazioni oceaniane femminile: 1

2018
- Campionato oceaniano femminile Under 20 di calcio: 1

2014